# Ardooie
Ardooie è un comune belga di 9 056 abitanti, situato nella provincia fiamminga delle Fiandre Occidentali.